# Pimp My Ride: Street Racing
Pimp My Ride: Street Racing es un videojuego de carreras desarrollado por Virtuos y publicado por Activision para PlayStation 2 y Nintendo DS. Está basado en el programa de televisión Pimp My Ride.

## Jugabilidad
Pimp My Ride: Street Racing es un corredor de estilo arcade, donde el estilo importa más que cualquier otra cosa. Los jugadores son recompensados con nuevos vehículos y personalizaciones para participar y ganar carreras callejeras en todo el mundo. Antes de las carreras, los jugadores pueden personalizar sus vehículos para garantizar que su látigo personalizado tenga lo necesario para vencer a la competencia.